# Dominik Stehle
Pour les articles homonymes, voir Stehle.
Dominik Stehle est un skieur alpin allemand, né le 15 octobre 1986.

## Biographie
Il est spécialiste du slalom.
Il débute en Coupe du monde en 2007 à Kitzbühel. Il marque ses premiers points à Levi en novembre 2008. En 2009 et 2010, il se blesse deux fois au niveau des genoux (rupture du ligament croisé). Il entre dans les points régulièrement lors de la saison 2015-2016 où il signe une quatrième place au slalom nocturne de Schladming.
Aux Championnats du monde 2017, il est 21e du slalom.

## Palmarès

### Championnats du monde
| Épreuve / Édition | Saint-Moritz 2017 | Åre 2019 |
| Slalom            | 21e               | Abandon  |

### Coupe du monde
- Meilleur classement général : 71e en 2016.
- Meilleur résultat : 4e.

#### Différents classements en Coupe du monde
| Année     | Classement général final | Classement en slalom |
| 2008-2009 | 127e                     | 54e                  |
| 2014-2015 | 137e                     | 49e                  |
| 2015-2016 | 71e                      | 23e                  |
| 2016-2017 | 122e                     | 44e                  |
| 2017-2018 | 94e                      | 31e                  |
| 2018-2019 | 95e                      | 33e                  |

### Championnats d'Allemagne
- Champion du slalom en 2007, 2012 et 2019.